# Еліас (Ауді)

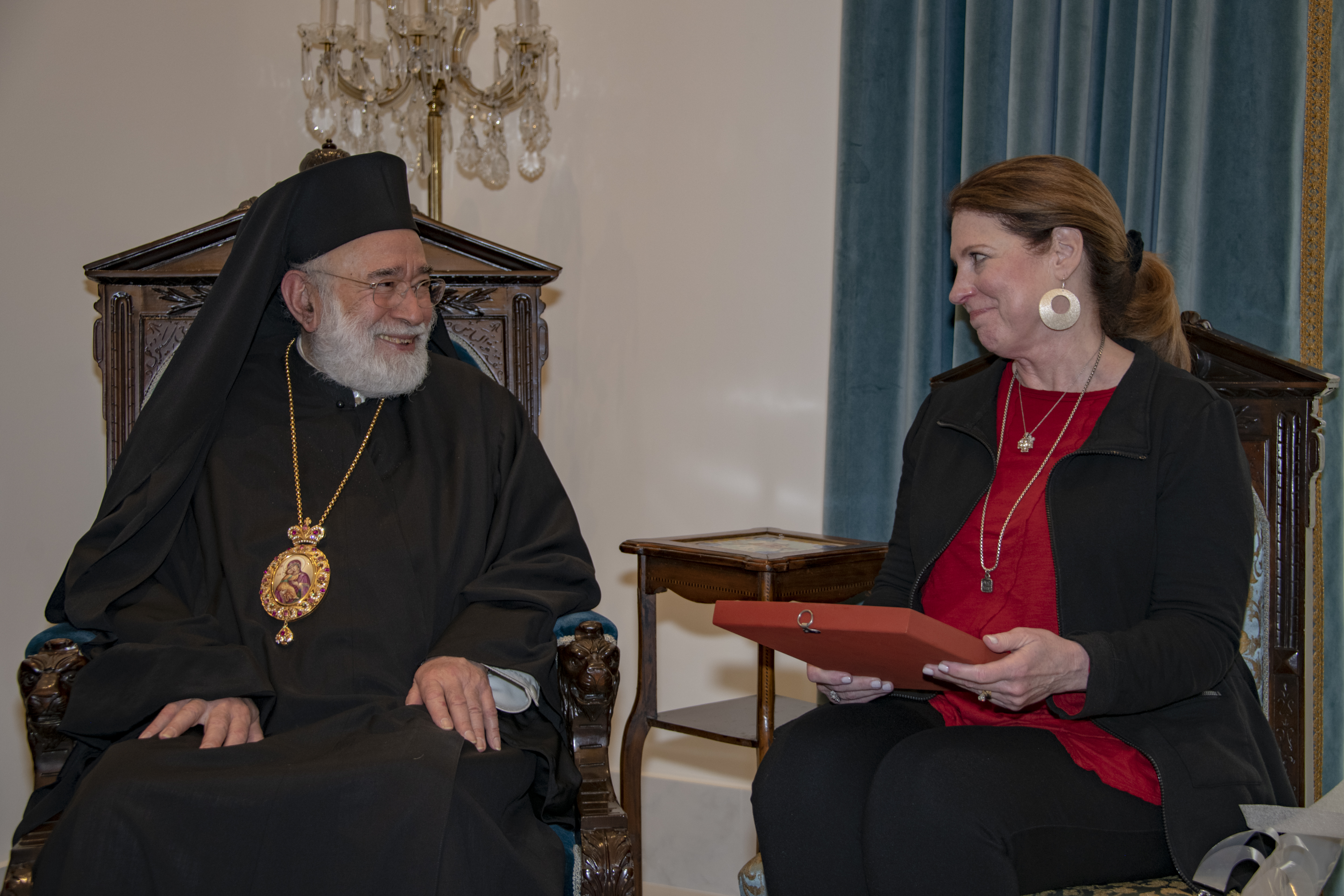
Столичний Audi із Сьюзан Помпео у 2019 році

Еліас Ауді є нинішнім митрополитом єпископом Православної церкви Антіохії, Архиєпархії Бейрута в Лівані. Він був обраний Священним Антіохійським Собором 5 лютого 1980 року. 

## Життєпис
Еліас Ауді народився у 1941 року в переважно православному селі Анфе, Ель-Кура, на півночі Лівану . Має ступінь бакалавра мистецтв з філософії Лівану ; він також має ступінь бакалавра теології ( Православна духовна семінарія Св. Володимира, Нью-Йорк, 1969). 
У 1969 році його висвятили у священство. У 1979 році він був обраний архієпископом Бейрута і призначений патріаршим вікарієм Лівану. 
У серпні 2020 році з ним зустрівся патріарх Антіохійський Іоан Х, який оглянув єпархію і висловив співчуття з приводу трагедії - Вибухів у порту Бейрута.